# Seznam sítí trolejbusové dopravy v Africe
Toto je seznam sítí trolejbusové dopravy v Africe. Obsahuje všechny zaniklé i provozní sítě trolejbusů, které se v Africe nacházely či nacházejí.
Jména měst, kde jsou trolejbusy dosud v provozu, jsou napsána tučně. Pokud existuje článek ke konkrétnímu provozu, je na něj v kolonce Článek uveden odkaz.

## Seznam sítí trolejbusové dopravy v Africe

### AlžírskoAlžírsko
| Město (provoz) | Článek | Zahájení provozu | Ukončení provozu | Poznámky |
| -------------- | ------ | ---------------- | ---------------- | -------- |
| Alžír          |        | 1. července 1934 | 1974             |          |
| Constantine    |        | 1921 1928        | 1926 1962        |          |
| Oran           |        | 17. května 1939  | 1962             |          |

### EgyptEgypt
| Město (provoz) | Článek | Zahájení provozu | Ukončení provozu | Poznámky |
| -------------- | ------ | ---------------- | ---------------- | -------- |
| Káhira         |        | 1950             | 22. října 1981   |          |

### Jižní Afrika
| Město (provoz) | Článek | Zahájení provozu       | Ukončení provozu    | Poznámky                                          |
| -------------- | ------ | ---------------------- | ------------------- | ------------------------------------------------- |
| Bloemfontein   |        | 16. prosince 1915      | říjen 1937          |                                                   |
| Boksburg       |        | 25. března 1914        | 1. října 1925       |                                                   |
| Durban         |        | 24. února 1935         | 11. dubna 1964      |                                                   |
| Germiston      |        | 19. srpna 1914         | 1918                |                                                   |
| Johannesburg   |        | 26. srpna 1936         | 28. listopadu 1986  | doprava přerušena 11. ledna 1986 – 24. srpna 1986 |
| Kapské Město   |        | 1930 21. prosince 1935 | 1930 28. února 1964 | zkušební provoz                                   |
| Pretoria       |        | 1. července 1938       | 22. února 1972      |                                                   |

Nákladní trolejbusové tratě:
| Město (provoz) | Článek | Zahájení provozu | Ukončení provozu | Poznámky |
| -------------- | ------ | ---------------- | ---------------- | -------- |
| Phalaborwa     |        | říjen 1981       | –                |          |
| Sishen         |        | 1980             | –                |          |

### Kongo (býv. Zair)
Nákladní trolejbusová trať:
| Město (provoz) | Článek | Zahájení provozu | Ukončení provozu | Poznámky |
| -------------- | ------ | ---------------- | ---------------- | -------- |
| Gécamines      |        | srpen 1986       | –                |          |

### MarokoMaroko
| Město (provoz) | Článek | Zahájení provozu | Ukončení provozu | Poznámky                |
| -------------- | ------ | ---------------- | ---------------- | ----------------------- |
| Casablanca     |        | 1932             | květen 1972      |                         |
| Tetuán         |        | duben 1950       | listopad 1975    | částečně provoz duobusů |

### NamibieNamibie
Nákladní trolejbusová trať:
| Město (provoz) | Článek | Zahájení provozu | Ukončení provozu | Poznámky |
| -------------- | ------ | ---------------- | ---------------- | -------- |
| Rössing        |        | červen 1986      | –                |          |

### TuniskoTunisko
| Město (provoz) | Článek | Zahájení provozu | Ukončení provozu | Poznámky |
| -------------- | ------ | ---------------- | ---------------- | -------- |
| Tunis          |        | 1937             | 1970             |          |